# Briefbeschwerer

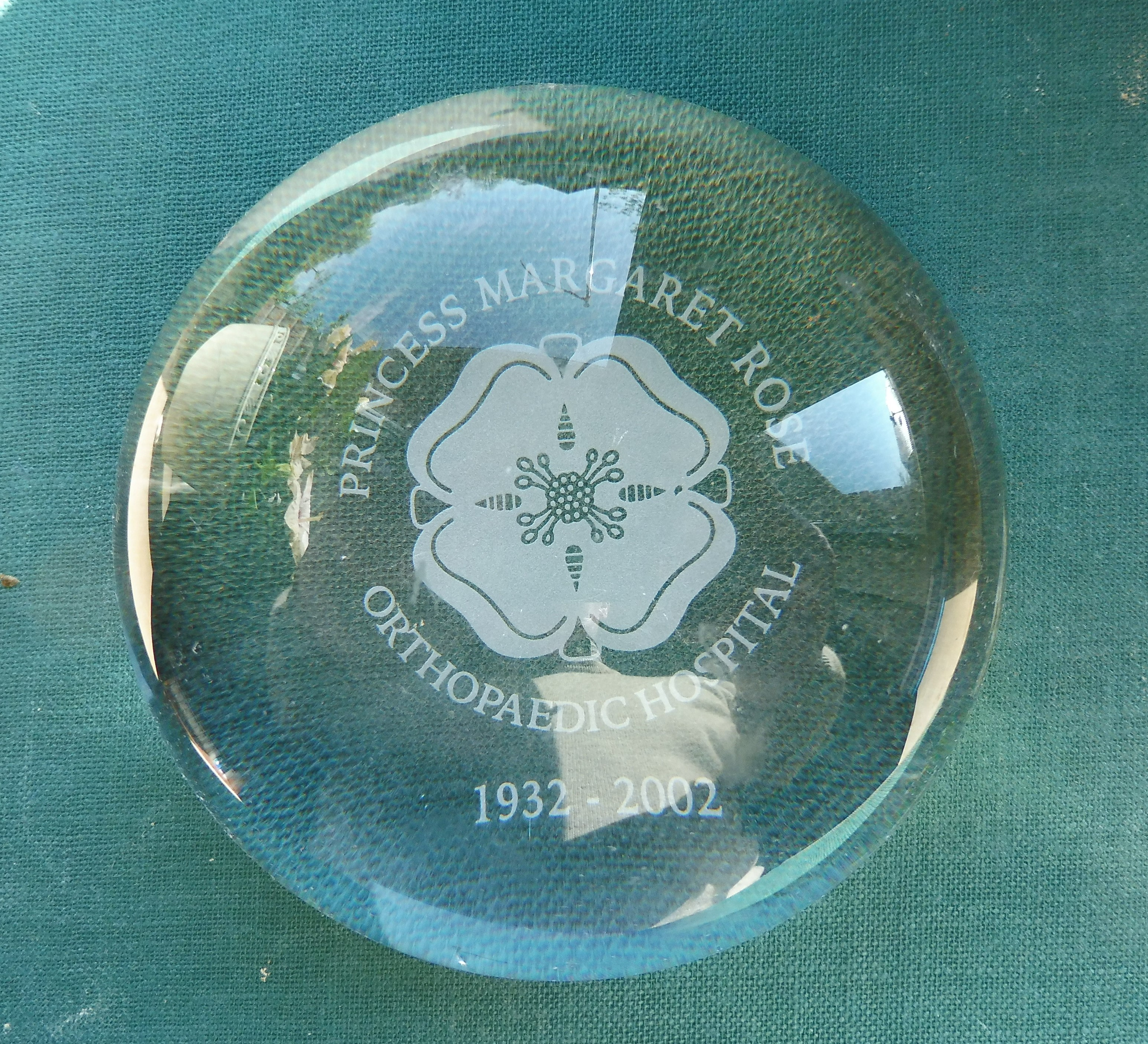
Briefbeschwerer aus Edinburgh

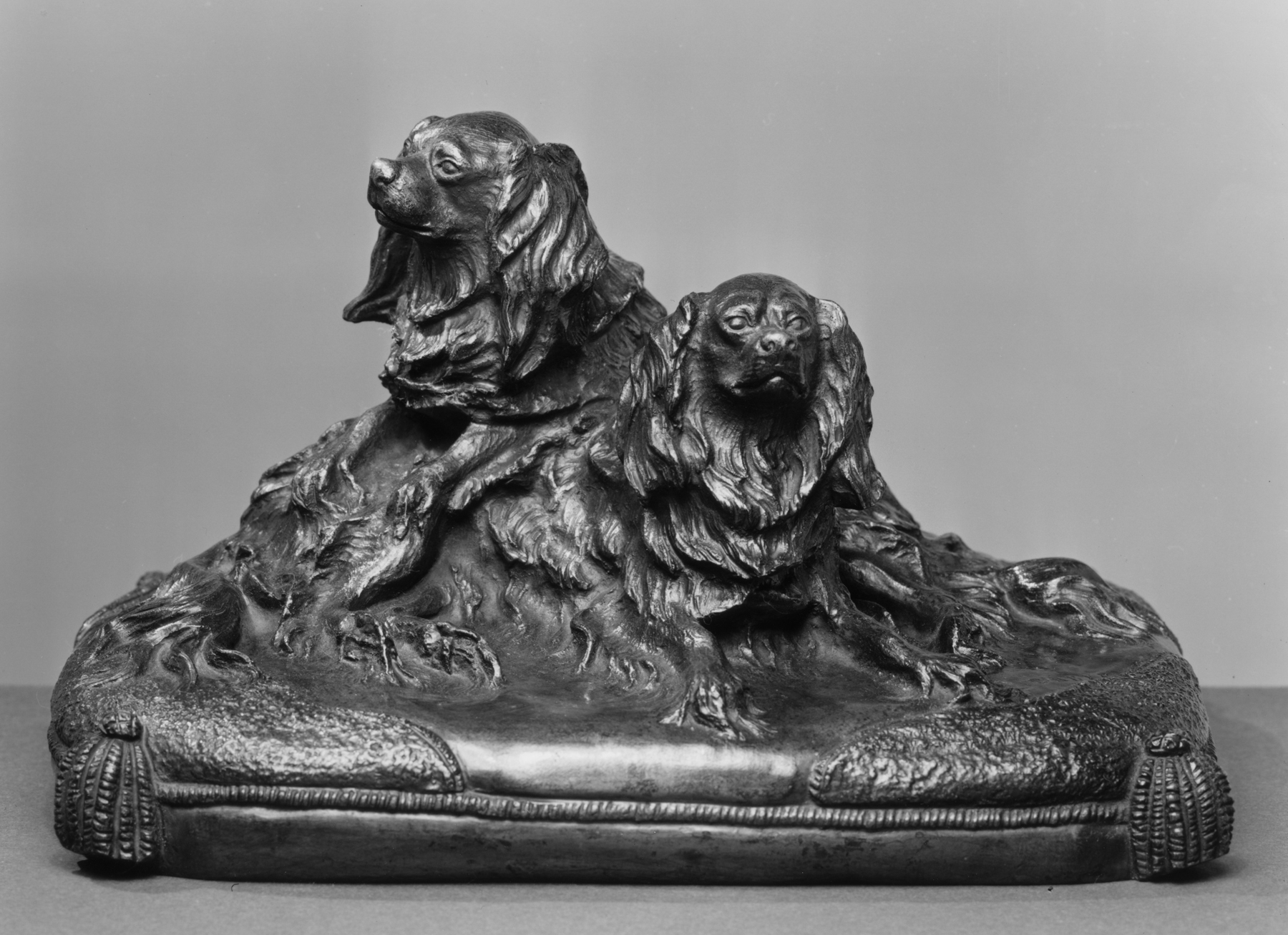
Gusseiserner Briefbeschwerer von Antoine-Louis Barye

Ein Briefbeschwerer (engl. paperweight, franz. presse papiers, ital. fermacarte) ist ein kleines, schweres Objekt, das Papier auf dem Schreibtisch am Wegfliegen hindern soll.

## Machart
Briefbeschwerer sind häufig dekorativ ausgeführt, etwa als Miniaturmodell bekannter Bauwerke oder als Schneekugeln. Zuweilen werden sie auch als Werbeträger genutzt, manchmal kombiniert mit der Funktion als Schreibgerätehalter. Insbesondere Briefbeschwerer aus Glas sind daher auch Sammlerstücke, die in Auktionen gehandelt werden. Häufig werden jedoch auch andere Gegenstände wie Statuetten, Steine oder Meeresschneckengehäuse zu Briefbeschwerern umgewidmet.
In vergangenen Zeiten waren Briefbeschwerer als Platten aus Messing, Eisen oder Stein, oft mit Figuren geschmückt, um ihnen mehr Gewicht zu geben.

## Briefbeschwerer aus Glas
Gläserne Briefbeschwerer sind seit ihrer Präsentation durch den Venezianer Pietro Bigaglia (1786–1876) auf der Weltausstellung 1845 in Wien weit verbreitet in Nutzung und wurden zu gesuchten Sammelobjekten. Inspiriert von seinen Produkten, produzierten berühmte Manufakturen auf Murano (Italien), in Schreiberhau (Schlesien), Polaun (Böhmen), Baccarat und Saint-Louis-lès-Bitche (Frankreich), Wheadstone (England), Cambridge (Massachusetts), Lauscha (Deutschland) sowie andernorts hochwertige „paperweights“ mit den verschiedensten Dekoren, insbesondere die beliebten „millefiori paperweights“. Zwischen 1880 und 1940 erlebten in den Glashütten Europas, speziell in Bayern, im Dreiländereck Böhmen, Schlesien, Sachsen und vor allem in der Lausitz die sogenannten „geschundenen“, das heißt in Pausen- oder Feierabendarbeit hergestellten Briefbeschwerer ihre Blütezeit. Bei ihnen handelt es sich um eine spezielle Ausprägung der Volkskunst im Zeitalter der Industrialisierung, verstärkt zwischen den beiden Weltkriegen.

Heute werden Glasbriefbeschwerer bzw. Paperweights zumeist von englischen und amerikanischen Glaskünstlern in kleinen Studios hergestellt.

Das Museum der Phantasie in Bernried am Starnberger See zeigt eine Sammlung von ca. 3.000 gläsernen, zumeist böhmischen Briefbeschwerern (siehe ersten Absatz: sog. geschundenes Glas), die überwiegend aus dem Nachlass des Kunstsammlers Lothar-Günther Buchheim stammen. Weitere größere Sammlungen befinden sich im Glasmuseum Wertheim (Teile der ehem. Sammlung Peter von Brackel), Stadtmuseum Cottbus und dem Museum Schloß Klippenstein in Radeberg.

## Trivia
In Fjodor Dostojewskis Roman Die Brüder Karamasow spielt ein Mord mit einem gusseisernen Briefbeschwerer eine wichtige Rolle.
Im Roman 1984 von George Orwell dient ein gläserner Briefbeschwerer, der eine Koralle einschließt, als wichtiges Symbol.
Die Probe von Yucatán-Andesit, an der die Altersbestimmung des Chicxulub-Kraters gelang, war jahrelang als Briefbeschwerer eines Geologen der Erdölgesellschaft PEMEX verwendet worden.
Bei den Kommunal- und Løgting-Wahlen auf den Färöern werden aufgrund der großformatigen Wahlbögen und des rauen, windigen Klimas während des Stimmauszählverfahrens traditionell Beckenknochen von Grindwalen („Grindahvalur“) als Beschwerer verwendet. Da die Färinger sehr traditionsbewusst sind, kam es bei den Løgting-Wahlen vom 30. Januar 1940 zu einem Eklat und einer Wahlanfechtung durch die unterlegene Fólkaflokkurin, da die Grindahvalur nicht zur Verwendung kamen, was nach Ansicht der Fólkaflokkurin konservative Wähler zum Wahlboykott verleitet habe. Der Oberste Gerichtshof gab der Anfechtung nicht statt.